# Memoria di luce
Memoria di luce (titolo originale: A Memory of Light) è il quattordicesimo e ultimo libro del ciclo fantasy La Ruota del Tempo scritto dal romanziere statunitense Robert Jordan e completato da Brandon Sanderson. Il libro è stato pubblicato negli Stati Uniti l'8 gennaio 2013.

## Trama

### Prologo
Nel prologo, gli eserciti della Luce, così come le forze dell'Ombra, si preparano in vista di Tarmon Gai'don. Il reietto Demandred, a capo degli eserciti dell'Ombra, organizza un attacco a sorpresa contro la città di Caemlyn, la capitale dell'Andor e invia Trolloc a impossessarsi dei primi cannoni del mondo, chiamati Draghi, sviluppati congiuntamente da Matrim Cauthon, la regina Elayne Trakand e l'illuminatrice Aludra. Talmanes Delovinde e la Banda della Mano Rossa lanciano il proprio contrattacco e portano con successo i Draghi in salvo, fuori dalla città, che però viene conquistata completamente dai nemici.
Nel frattempo le forze della Luce, sostenuta da persone provenienti da tutto il mondo, si riuniscono al Campo di Merrilor su iniziativa di Egwene al'Vere, l'Amyrlin Seat, mentre l'Ombra accoglie un nuovo Prescelto tra le sue file, come premio per il suo servizio nel convertire molti incanalatori all'Ombra: Mazrim Taim, ora chiamato "M'Hael".

### Il Campo di Merrilor
Rand al'Thor, il Drago Rinato, si prepara ad una riunione di tutte le nazioni fedeli alla Luce, presso i Campi di Merrilor, dove tenterà di convincerli a combattere a Tarmon Gai'don secondo le sue richieste. Nel frattempo, Matrim Cauthon torna a Ebou Dar per ritrovare sua moglie l'imperatrice Fortuona, ma trova la città brulicante di sicari inviati ad ucciderla, da parte di uno dei suoi generali. Alla Torre Nera, la guerra fredda tra Mazrim Taim e Logain Ablar è sfociata in quasi aperto conflitto, con Logain dato per catturato e Taim che converte forzatamente gli incanalatori all'Ombra. I pochi Asha'man ancora fedeli a Logain, guidati da Androl Genhald e dall'ambasciatrice Aes Sedai Pevara Tazanovni, preparano un piano per salvare il loro capo.
Rand presiede l'incontro tra i potenti del mondo, dove trova molti governanti a favore del suo piano ed altri contrari, in particolar modo l'Amyrlin Seat Egwene al'Vere. A destare dissapori è anzitutto il prezzo richiesto per il suo sacrificio, che consiste in un trattato intitolato La pace del Drago, in cui i confini fra le nazioni devono divenire immutabili e ritornare a essere com'erano prima della guerra con l'Ombra e in futuro la guerra stessa viene messa fuori legge come mezzo di risolvere i problemi tra gli stati; inoltre a destare contrasti e diverbi è il suo piano che prevede la frantumazione dei restanti sigilli della prigione del Tenebroso. Solo quando Moiraine Damodred si presenta citando le Profezie del Drago, riesce a persuadere tutte le nazioni a combattere, tutti i partecipanti diventano disposti a firmare il trattato ed Egwene si convince non solo di andare avanti con il piano, ma di rompere lei stessa i sigilli, quando arriverà il momento propizio. Gli Aiel, spronati dalle visioni post-apocalittiche di Aviendha nel Rhuidean (vedi Le Torri di Mezzanotte), chiedono di essere inseriti nel trattato, e vengono nominati come arbitri di ogni controversia. La regina Elayne Trakand sottolinea che la pace non potrà essere mantenuta se i Seanchan ne sono esenti, quindi Rand si impegna ad ottenere la firma anche dai Seanchan prima che il trattato sia messo in atto, e nomina la stessa regina dell'Andor comandante in capo delle forze della Luce.

### I quattro teatri di guerra
La regina di Andor, Elayne, decide di dividere le forze della Luce in quattro diverse campagne, che affrontino le principali emergenze: la prima si occuperà di Caemlyn, che deve essere ripresa o neutralizzata dalle truppe Cairhienesi e Andorane, in quanto fornisce all'Ombra una posizione centrale, da cui poter colpire la maggior parte delle Terre Bagnate; la seconda si incentrerà su Kandor, dove Egwene guiderà l'esercito delle Aes Sedai per far fronte all'invasione dei Trolloc; la terza si occuperà dell'invasione al Passo di Tarwin, difeso strenuamente da Lan Mandragoran e dalla nazione risorta di Malkier, con il supporto dei restanti eserciti delle Marche di Confine. Infine Shayol Ghul, dove una armata composta principalmente da Aiel, affronterà i nemici, mentre Rand sarà occupato a fronteggiare Shai'tan, nel Pozzo del Destino.
Ciascuno dei quattro rimanenti Grandi Capitani, cioè dei migliori strateghi conosciuti, viene assegnato da Elayne alla guida dei quattro teatri di guerra: Gareth Bryne comanderà gli eserciti diretti a Kandor, Agelmar Jagad quelli al Passo di Tarwin, Rodel Ituralde quelli a Shayol Ghul, infine Davram Bashere guiderà quelli posti direttamente alle dipendenze di Elayne, durante la campagna di Caemlyn.
Su tutti i fronti, i combattimenti sono disperati: la missione di Elayne è di colpire con rapidità e decisione a Caemlyn e, dopo la vittoria, accorrere con le sue armate a Kandor o al Passo di Tarwin, per soccorrere chi sarà maggiormente in difficoltà. La campagna delle forze della Luce però si trasforma in un disastro, quando i quattro grandi generali iniziano a commettere gravi errori a ripetizione. Infatti la Reietta Graendal, ora reincarnata in un corpo eccezionalmente brutto e rinominato Hessalam, attraverso Tel'Aran'Rhiod usa la Coercizione su di loro, portandoli ad escogitare strategie dannose per i propri eserciti.
Nel frattempo Rand riesce a garantirsi il sostegno dei Seanchan visitando l'Imperatrice Fortuona a Ebou Dar e convincendola che, nonostante lei sia discendente di Artur Hawkwing, dominatore di una parte della terra durante la Terza Epoca, Lews Therin ha governato il mondo intero durante la Seconda Epoca e la sua autorità è teoricamente superiore a quella di lei. Così si assicura l'appoggio dei Seanchan nei combattimenti e la firma dell'Imperatrice al trattato di pace offerto alle altre nazioni, pur con alcune clausole in materia di incanalatori catturati e sulle modalità di cattura in futuro. I Seanchan marceranno quindi per combattere al fianco degli altri eserciti della Luce, con Matrim Cauthon come uno dei loro generali.
Rand quindi si sposta a Shayol Ghul, per cominciare la campagna laggiù, con il suo esercito che dovrà difendere la posizione, finché lui non avrà finito con il Tenebroso. Portando con sé solo Moiraine, Nynaeve al'Meara e il potente sa'angreal Callandor, entra nel Pozzo del Destino dove trova ad attenderlo il campione del Tenebroso, Moridin, che gli ha anche preparato una trappola, catturando Alanna Mosvani. I due iniziano un duello, interrotto solo quando Rand si avvicina al Foro del Disegno ed entra in contatto con l'essenza stessa del Tenebroso. 
Nel frattempo, Perrin Aybara entra nel Tel'aran'rhiod per proteggere Rand dagli attacchi dell'Assassino, la sua nemesi personale. Nel sogno, scopre gli intrighi di Hessalam, ma non riesce ad avvertire in tempo tutti gli alleati e solo Lord Ituralde si salva dal compiere disastri; inoltre sempre nel sogno incontra un'improbabile alleata, Lanfear, che in lui vede molto di ciò che le piaceva in Lews Therin. Durante questi eventi Perrin viene infine gravemente ferito dall'Assassino, pur avendolo già battuto in precedenza, ed è costretto a ritirarsi. 
I piani di Rand di rompere i sigilli posti sulla prigione del Tenebroso sono ostacolati quando lui ed Egwene scoprono che alcuni agenti dell'Ombra hanno scambiato furtivamente gli originali con delle repliche, attribuendosi così il potere di liberare il Tenebroso alle loro condizioni.
Le forze di Elayne intanto incendiano Caemlyn per costringere i Trolloc a uscire fuori dalle mura. Il piano riesce ed Elayne e Bashere si fanno inseguire all'interno del Bosco di Braem, dove tendono delle trappole agli inseguitori, e poi da lì fino alle mura di Cairhien. Tuttavia, in parte a causa degli errori di Bashere, vengono intrappolati fuori da Cairhein, e si ritrovano inseguiti non solo dai Trolloc provenienti da Caemlyn, ma anche da un altro esercito in arrivo da nord. Solo l'intervento inaspettato di Logain e degli Asha'man a lui fedeli riesce a salvarli. 
La battaglia al Passo di Tarwin si trasforma in disfatta quando i difensori sono spinti nuovamente dentro lo Shienar dall'intervento di M'hael che guida numerosi Signori del Terrore, oltre che a causa degli errori di Lord Agelmar. Durante la campagna di Kandor, Egwene e le Aes Sedai sono inizialmente in grado di tener testa ai Trolloc, fino a quando vengono inaspettatamente attaccate da un nuovo nemico: la nazione di Shara finora rimasta fuori dalle ostilità, che adesso è sotto il comando di Bao, il Wyld un condottiero carismatico che si rivela essere Demandred. Nel disastroso attacco muore quasi un terzo delle Aes Sedai impegnate e la stessa Amyrlin Seat rischia di venire catturata; Mat e i Seanchan corrono in loro soccorso, ma la situazione è aggravata dalla Coercizione subita da Lord Bryne, scoperta appena in tempo prima del totale annientamento. Egwene, Elayne e Tuon si rendono nel frattempo conto che il medaglione a Testa di Volpe di Mat lo rende l'unico generale competente ad essere immune alla Coercizione di Hessalam, perciò decidono di porlo al comando di tutte le forze della Luce. 
Facendo un bilancio delle loro perdite, Mat decide di radunare di nuovo tutte le truppe rimanenti presso il Campo di Merrilor per dare inizio a Tarmon Gai'don, l'Ultima Battaglia.

### L'Ultima Battaglia
Con meno di una settimana per riprendere le forze e organizzare la difesa, Mat è pronto al conflitto, ma le sue truppe sono stanche e spossate da settimane di estenuanti battaglie. Demandred, uno dei più grandi generali dell'Epoca Leggendaria, guida gli eserciti dell'Ombra, composti da una forza apparentemente inesauribile di Trolloc e da molte centinaia di incanalatori, uomini e donne: quelli addestrati alla battaglia e reclutati tra gli Sharani, più i Signori del Terrore forniti da M'Hael ed inoltre gli incanalatori ex-Aiel Samma N'Sei.
La battaglia infuria spingendo il fronte avanti e indietro, ma diventa subito evidente che l'Ombra ha una spia nella struttura di comando di Mat e lo costringe a scartare il piano di battaglia pianificato e ad improvvisare l'attacco contro forze soverchianti. Demandred si pone alla testa di un circolo completo di settantadue incanalatori collegati fra loro e utilizza un potentissimo sa'angreal di amplificazione del Potere, iniziando a fare a pezzi le forze della Luce, a partire dai cannoni che Mat aveva disposto su un'altura. Per attirare la spia in trappola e così ingannare Demandred per indurlo a compiere degli errori, Mat inscena un litigio pubblico con la moglie Fortuona, ed i Seanchan abbandonano il campo di battaglia.
Perrin, anche se esausto, riceve la Guarigione e dopo avere capito come entrare nel mondo dei Sogni anche nella carne, cioè con il corpo fisico, vi ritorna in questa maniera per continuare la sua ricerca dell'Assassino e per contrastare gli altri campioni dell'Ombra.
A Shayol Ghul, Aviendha e gli altri difensori, si trovano nei guai quando Hessalam scende direttamente in campo contro di loro, appoggiata dai misteriosi incanalatori Samma N'Sei.
Nel frattempo la piccola spedizione guidata da Faile Aybara che deve proteggere il Corno di Valere per riconsegnarlo a Mat, viene colpita da una Bolla di Male e finisce accidentalmente nella Macchia, costringendo la donna a ripiegare verso Shayol Ghul.
Demandred e M'Hael causano devastazione con il loro incanalare, e il primo reclama continuamente un duello con Rand. Gawyn Trakand, Gaidin e marito di Egwene (in precedenza si sono fatti sposare da Silviana), lo identifica come perno centrale delle forze dell'Ombra e prova ad attaccarlo direttamente. Nonostante la sua abilità e l'utilizzo di un ter'angreal di camuffamento, non è alla pari del Reietto e viene ferito mortalmente. Il suo fratellastro Galad Damodred, Lord Capitano Comandante dei Manti Bianchi, a sua volta viene gravemente ferito, perseguendo lo stesso scopo e viene portato eroicamente in salvo a Mayene da Annoura Larisen. Il posto di comando di Mat viene attaccato direttamente dalle forze Sharane, e Siuan Sanche viene uccisa durante questa sortita. Gareth Bryne perde la ragione e muore in battaglia subito dopo. Nel frattempo Elayne viene assalita da alcuni Amici delle Tenebre, guidati da Doilin Mellar, che uccidono Birgitte e inscenano la morte della regina, mandando in giro il cadavere di una sosia sul suo cavallo, così da gettare nel panico le sue truppe.
Il contingente di Faile arriva a Merrilor camuffandosi come un convoglio di rifornimenti per l'Ombra, ma vengono traditi da Aravine, che cerca di impossessarsi del Corno, prima di essere uccisa da Faile; Faile quindi consegna il prezioso strumento ad Olver, con l'ordine di portarlo verso lo stendardo di Mat, mentre lei invece cavalca via, per cercare di attirare su di sé l'inseguimento. Olver cavalca disperatamente Bela per raggiungere Mat, ma la cavalcatura viene uccisa e il ragazzino si ritrova con i Trolloc alle calcagna ed è costretto a rifugiarsi in una buca.
Androl, Pevara ed i loro amici, riescono a rintracciare M'Hael e utilizzando dei flussi di travestimento, riescono anche a recuperare i restanti sigilli della prigione del Tenebroso, che vengono affidati a Logain. Egwene, anche se emotivamente traumatizzata dalla perdita di Gawyn, chiede a Egeanin di essere il suo nuovo Custode e intraprende una lotta all'ultimo sangue contro M'Hael e le sue forze, utilizzando il sa'angreal di Vora. Lui utilizzando il Fuoco Malefico con un altro sa'angreal, spazza via frotte di Aes Sedai dal campo, facendo rivivere istantaneamente i suoi alleati, che erano stati da poco eliminati da queste ultime; ma Egwene scopre un nuovo flusso, chiamato simbolicamente "la Fiamma di Tar Valon," in grado di contrastare il Fuoco Malefico e ripristinare i buchi nel Disegno, causati dall'uso di quest'ultimo. Egwene perciò riesce a sconfiggere ed eliminare in duello M'Hael, ma poi subito dopo si rende conto di aver incanalato troppo Saidar e di essere ormai vicina alla fine, perciò fa esplodere un ultimo e disperato attacco con l'Unico Potere, che cristallizza l'intera cima della collina, trascinando con sé nella morte la quasi totalità delle centinaia di rimanenti incanalatori Sharani.
Galad cede a Lan una delle copie del medaglione a Testa di Volpe di Mat, che protegge chi lo indossa dagli incanalatori, e il Malkieri finalmente uccide Demandred in duello, spada contro spada. 
Olver, in preda alla disperazione, suona il Corno di Valere, che risulta non più legato a Mat: perciò evoca gli eroi del Corno, tra i quali l'appena assassinata Birgitte, che uccide Mellar e soccorre Elayne. Mat ora perciò può utilizzare nella battaglia anche gli Eroi del Corno e soprattutto richiamare i rinforzi Seanchan; questi ultimi infatti sono ritornati in battaglia, dopo che Min Farshaw ha smascherato finalmente la spia, Moghedien, che si celava fra di loro e manipolava alcuni generali; nonostante un ultimo tentativo di Moghedien di prendere le redini degli eserciti, le Forze dell'Ombra restano prive di una guida e nonostante la superiorità numerica, sono sbaragliate da Mat, perciò l'Ultima Battaglia sul campo di Merrilor si conclude così a favore degli eserciti della Luce.

### Shayol Ghul
Al di fuori del Disegno, Shai'tan e Rand duellano costruendo le loro visioni di ciò che la realtà potrebbe essere dopo Tarmon Gai'don. Shai'tan mostra a Rand un mondo degradato che si adatta alla visione da incubo che molte persone hanno, quando gli viene chiesto di immaginare un mondo governato dall'Ombra. Rand risponde con un mondo in cui l'umanità ha sconfitto l'Ombra. Shai'tan mostra poi a Rand un mondo che in un primo momento appare abbastanza prospero, ma ad un esame più attento, Rand scopre che la gente del posto non ha compassione e coscienza.
Infine, Rand mostra a Shai'tan un mondo in cui l'ombra è del tutto assente. Questo mondo sembra incarnare la perfezione, ma quando Rand incontra l'omologa di Elayne, si rende conto che è in qualche modo “spezzata” e, nonostante lei non sembri malvagia, appare come vuota. Chiede a Shai'tan cosa ha fatto a questo mondo, ma il Tenebroso afferma di non aver fatto assolutamente nulla. Rand perciò si rende conto che, se Shai'tan toglie la capacità di essere benevoli, o lui stesso elimina la possibilità di essere malvagi, il libero arbitrio viene distrutto.
Mentre Mat corre per raggiungere Shayol Ghul con Olver e il Corno al suo fianco, Perrin continua a inseguire l'Assassino nel mondo del sogno, pur avendo appreso che Faile è dispersa. I due si trovano al Pozzo del Destino, dove Perrin riesce finalmente ad uccidere l'Assassino, ma rischia di cadere vittima della Coercizione di Lanfear: questa Reietta infatti tenta di uccidere Rand e gli altri da dentro il sogno, così da prendere il controllo di Callandor e liberare l'Oscuro Signore nel suo momento di massima vulnerabilità, ripristinando la sua posizione fra i Reietti come la "più alta fra gli alti". Ma la volontà di Perrin e la sua abilità nel manipolare il mondo dei sogni, gli permettono di resistere alla Coercizione, rafforzato in questo dal suo amore per Faile. Stringe così le mani attorno al collo di Lanfear e si ritrova con l'onere di uccidere una donna al posto di Rand. 
Mat intanto affronta Padan Fain, arrivato a Sahyol Ghul, e lo uccide con il suo stesso pugnale contaminato, eliminando un'altra delle minacce più serie.
Olver intanto, usando il Corno e col sostegno di Noal (che essendo Jain Farstrider è stato evocato con gli altri Eroi) aiuta a spazzare via le restanti forze dell'Ombra, evocando di nuovo gli Eroi anche a Shayol Ghul; il Corno tra l'altro evoca anche gli spettri dei lupi, che si scagliano efficacemente contro le orde di segugi neri, che fino a quel momento avevano imperversato sul campo di battaglia; intanto Aviendha rimane gravemente ferita e viene messa alle strette da Graendal/Hessalam e sotto la minaccia imminente di Coercizione, riesce a fare rimbalzare indietro i flussi della Reietta, rendendo involontariamente Graendal una sua schiava psichica.
Rand viene quindi restituito al Disegno e riprende il suo duello con Moridin. Durante la lotta, Moridin con un trucco riesce a prendere il controllo di Callandor e così si rende conto che può amplificare anche il Vero Potere. Tuttavia Rand aveva previsto questa mossa e sfrutta l'apparente difetto di Callandor, che permette alle donne incanalatrici di controllare l'uomo che la sta impugnando. Rand, Moiraine e Nynaeve prendono il controllo di Moridin e usano il suo stesso potere per creare un enorme intreccio combinato di Saidar, Saidin e Vero Potere, che esplode in un raggio luminoso visibile a centinaia di miglia di distanza. Vedendo questo segnale, Logain segue le istruzioni postume di Egwene e spezza i restanti sigilli. Questo apre la prigione del Tenebroso e Rand utilizza l'enorme intreccio dei tre poteri per trascinare Shai'tan nel Disegno, con l'intenzione di ucciderlo. Tuttavia il Drago si rende conto che con la morte di Shai'tan finirà anche il libero arbitrio e, come già anticipato in una delle sue visioni, si formerà così un mondo altrettanto orribile, di quello dominato da Shai'tan; decide perciò di non eliminarlo, bensì rinchiuderlo come in precedenza al di fuori del Disegno, forgiando nuovamente la copertura al Foro stesso, che era stata intaccata 3400 anni prima.

### Epilogo
Nynaeve e Moiraine, con l'aiuto di una misteriosa donna, riescono a far uscire Rand e Moridin dal Foro, quindi si ricongiungono con i rispettivi mariti, Lan e Thom.
Priva dell'influenza del Tenebroso, la Macchia si dissolve rapidamente, lasciando al suo posto un paesaggio di prati fioriti. 
Mat torna a Merrilor e si riunisce con Fortuona, dedicandole uno spettacolo di fuochi d'artificio per la vittoria; la moglie gli rivela di essere rimasta incinta del loro erede. 
Perrin, distrutto dal senso di colpa per la sua decisione di aiutare Rand e abbandonare sua moglie, continua a cercarla sui campi di battaglia, attraverso il Sogno del Lupo, trovandola infine miracolosamente ancora viva sotto una pila di cadaveri Trolloc. Faile viene Guarita e si trova ad essere la prima in linea di successione per il trono della Saldea, a causa delle morti della regina Tenobia e di suo padre, Davram Bashere. 
Loial cerca di rintracciare i due restanti ta'veren per ricavarne subito delle informazioni per il suo libro. 
Le Aes Sedai, rimaste senza guida, chiedono a Cadsuane Melaidhrin di diventare la loro nuova Amyrlin Seat, mentre Moghedien, l'unica Reietta rimasta libera, viene catturata da una sul'dam, che sta sfruttando alcuni cavilli della Pace del Drago. 
In una tenda, Rand sta lentamente morendo a causa delle inguaribili ferite precedentemente subite e Perrin suggerisce di convocare Elayne, Min e Aviendha, in modo che anch'esse possano rendere l'ultimo omaggio al loro uomo. Alla sua morte, viene innalzata una pira funebre, attorno alla quale si dispongono il padre, Tam al'Thor e le sue tre compagne, come previsto anche da una visione di Min; ma le donne non appaiono per nulla turbate dalla scomparsa del loro amato. Infatti Aviendha, Elayne e Min, attraverso il legame da Custode, si sono rese conto che Rand è ancora vivo e che ha sfruttato un espediente, per scambiare il suo corpo morente, con il corpo sano di Moridin. Tutto il mondo però dovrà credere che il Drago Rinato sia perito a Tarmon Gai'don; solo Cadsuane intuisce che Rand in realtà viva sotto le sembianze di Moridin, quando lo vede allontanarsi di nascosto durante le sue stesse esequie, ma sceglie di lasciarlo andare.
Finalmente libero dal suo dovere come Drago Rinato, e non più in grado di incanalare l'Unico Potere, Rand cavalca lontano da Shayol Ghul, pensando alle tre donne che ama, che lo potrebbero seguire a esplorare il mondo che sta formandosi all'inizio di questa nuova Quarta Epoca. Egli mostra ora l'abilità di saper manipolare direttamente il Disegno, senza dover utilizzare l'Unico Potere, manipolando quindi la realtà esattamente come i Camminatori dei sogni sanno manipolare Tel'Aran'Rhiod.

## Edizioni in italiano
- Robert Jordan, Brandon Sanderson, 14: Memoria di luce: romanzo, traduzione dall'inglese di Gabriele Giorgi, Roma: Fanucci, 2013, fa parte di: La ruota del tempo
- Robert Jordan, Brandon Sanderson, 14: Memoria di luce: quattordicesimo volume del ciclo de La ruota del tempo: romanzo, traduzione dall'inglese di Gabriele Giorgi, Roma: Fanucci, 2019